# Azorubină
Azorubina (denumită și carmoizină, E122) este un colorant alimentar, iar din punct vedere chimic este un colorant azoic sintetic derivat de la naftalină. Este un solid roșu. 
În EU, are numărul E E122, fiind autorizată pentru uz în anumite alimente și băuturi, precum brânzeturi, fructe uscate și unele băuturi alcoolice, și poate fi utilizată și ca excipient în medicamente.:4:16